# Kabaret Cegła
Kabaret Cegła – kabaret utworzony w 2002 r. w Opolu.
Kabaret jako pierwszy w Polsce zaprezentował swój premierowy występ na żywo w Internecie. Za sprawą tego "Cegła" zyskała uznanie w środowiskach informatycznych oraz kabaretowych.
Obecnie w "Cegle" występują: Justyna Weigt, Marcin Piotr Kaczmarek oraz Dominik Kucharczyk.

## Twórczość
Kabaret "Cegła" ma w swoim dorobku następujące skecze:
- "Fizyka kwantowa"
- "Komórki"
- "Windziarz"
- "Sklep"
- "Żule"
- "Dres"
- "Kurs"
- "Pies"
- "Anioł Stróż"
- "Wlazł kotek na płotek"

## Nagrody
2007:
- Nagroda Dziennikarzy na IX Ogólnopolskiej Giełdzie Kabaretowej PrzeWAŁka

2006:
- Wyróżnienie dla Justyny Weigt na XXVII Lidzbarskich Wieczorach Humoru i Satyry
- II miejsce na I Ogólnopolskich Kabaretowych Zawodach Strzeleckich

2005:
- Grand Prix na V Siedleckiej Nocy Kabaretowej

2004:
- Złota Podkowa na przeglądzie "Podkowa" w Koszalinie
- Grand Prix na KOKS w Kielcach